# Rathaus Leuville-sur-Orge

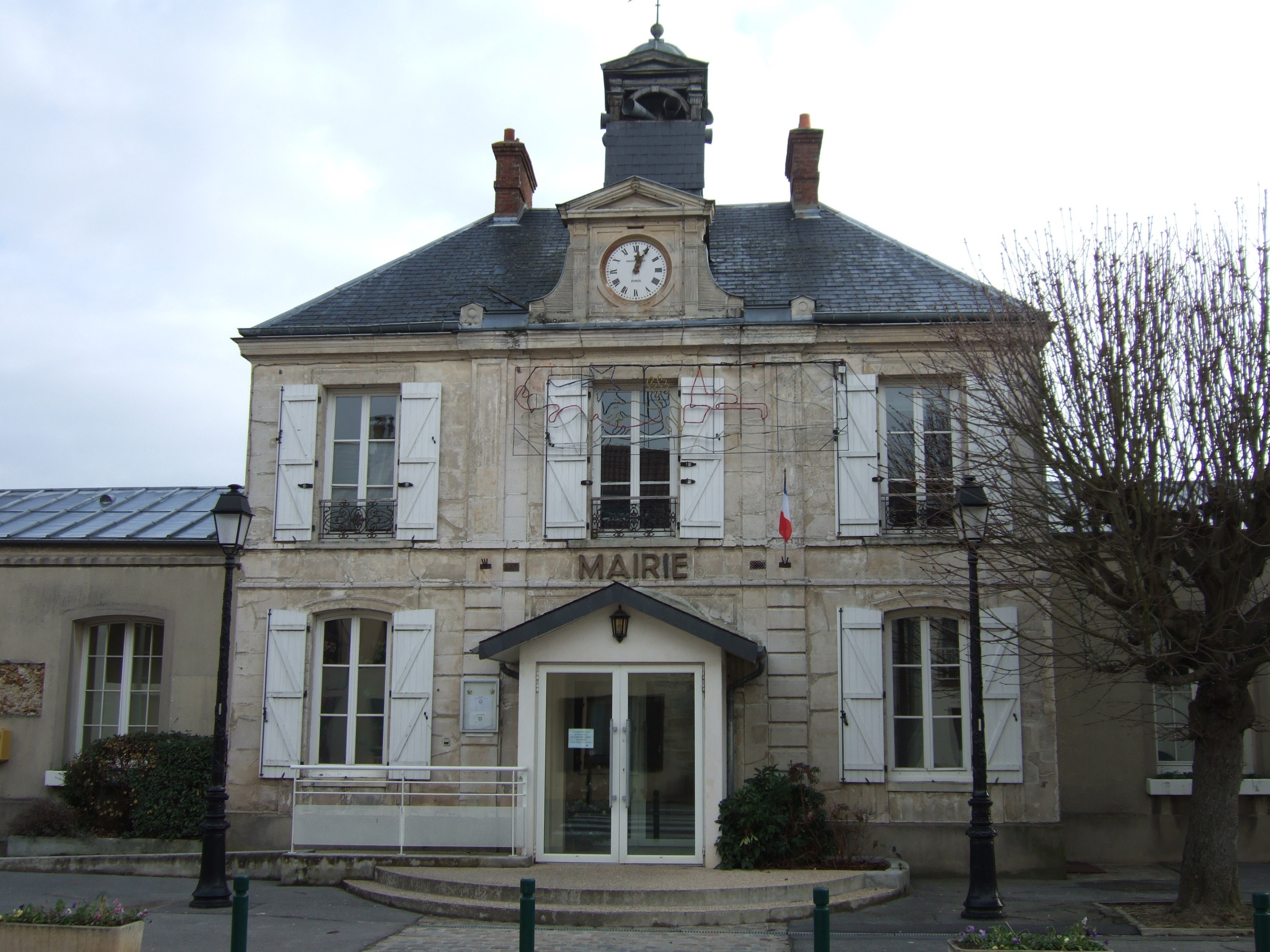
Rathaus in Leuville-sur-Orge

Das Rathaus (französisch Mairie) in Leuville-sur-Orge, einer französischen Gemeinde im Département Essonne in der Region Île-de-France, wurde in den 1860er Jahren errichtet. Das Rathaus an der Rue Jules Ferry wurde nach Plänen des Architekten Laroche erbaut.
An das zweigeschossige Gebäude mit drei Fensterachsen wurde Anfang der 1870er Jahre an den beiden Seiten die Mädchen- bzw. Knabenschule angebaut. Die eingeschossigen Anbauten werden heute auch von der Gemeindeverwaltung genutzt.  
Über der durch Pilaster betonten Mittelachse ist auf dem Dach eine Uhr, die von einem Dreiecksgiebel bekrönt wird, angebracht.